# География Ярославской области
Ярославская область — один из субъектов Российской Федерации.
Площадь Ярославской области составляет 36,2 тыс. км². Это 61-й по территории субъект, занимающий 0,21 % площади страны. 17,2 тыс.км² занимают леса, 11,3 тыс.км² сельхозугодья, 3,9 тыс.км² водные объекты, 1,1 тыс.км² болота, прочие земли — 2,7 тыс. км². Протяжённость области с севера на юг — 270 км, с запада на восток — 220 км.

## Расположение

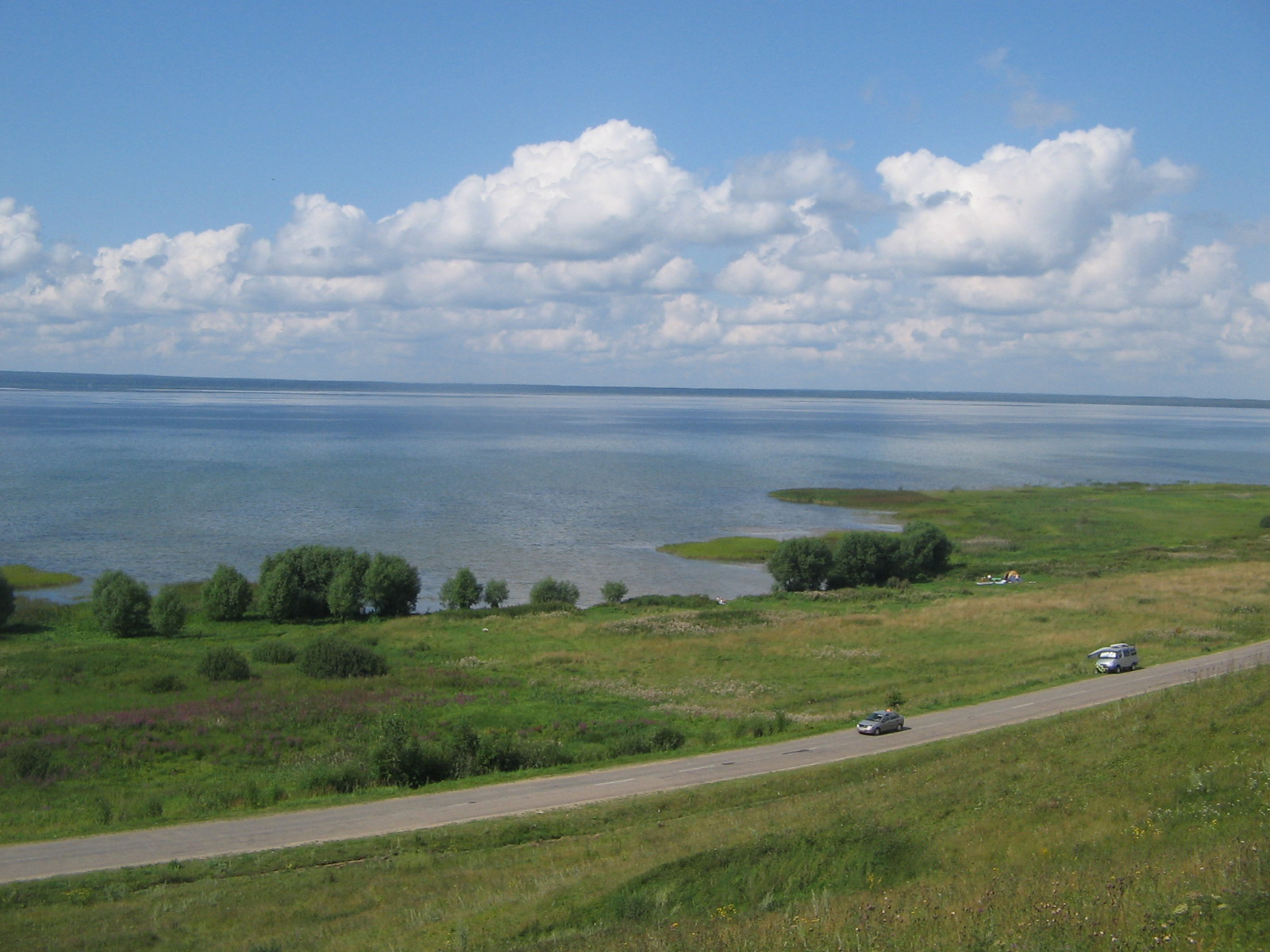
Вид на Плещеево озеро с Александровой горы. Озеро имеет статус национального парка

Территория находится в центре Восточно-Европейской равнины. Самая высокая точка — возвышенность Тархов холм на севере Переславского района — 294 м над уровнем моря, самая низкая — река Волга на границе с Костромской областью. Рельеф преимущественно равнинный или слегка холмистый. Возвышенности тянутся в направлении с юго-запада на северо-восток.
Граничит область с Тверской областью на западе, Вологодской на севере, Московской на юго-западе, Ивановской на юго-востоке, Владимирской на юге, Костромской на востоке.

## Полезные ископаемые
Полезными ископаемыми Ярославская область сравнительно небогата, добывают в основном строительные материалы (песок, гравий, глина) и торф. Также имеются запасы минеральных вод и небольшое количество нефти.

## Климат
Климат умеренно континентальный, со снежными зимами и коротким жарким летом. Раньше почти вся территория области была занята густыми хвойными и смешанными лесами (ель, сосна), но теперь бо́льшая их часть замещена вторичными берёзово-осиновыми лесами и пахотными землями. Большие территории заняты также болотами.

## Гидрография
В Ярославской области множество водоёмов, все относятся к бассейну Волги, которая зарегулирована плотинами и стала практически цепью водохранилищ: Угличского (ёмкостью 1,2 км³), Рыбинского (25,4 км³, площадь на территории области — 3246 км²) и Горьковского (8,8 км³). Рыбинское водохранилище повлияло на прилегающие районы, климат стал влажнее, зима мягче, а лето прохладнее.
Всего по территории области протекает 4327 рек общей протяжённостью 19340 км. Их годовой сток составляет 38,8 км³. Самые длинные реки (в пределах области): Волга — 340 км, Соть — 170 км, Сить — 159 км, Устье — 153 км, Которосль — 132 км, Сара — 93 км, Согожа — 90 км, Обнора — 90 км, Сутка — 84 км.
В области насчитывается 83 озера, крупнейшие — Неро — 51,3 км², и Плещеево — 50,9 км². Запасы пресных вод в области — 254 км³.